# Спримон
Спримо́н (фр. Sprimont, валлон. Sprimont / Sprumont) — коммуна в Валлонии, расположенная в провинции Льеж, округ Льеж. Принадлежит Французскому языковому сообществу Бельгии. На площади 74,28 км² проживают 12 782 человека (плотность населения — 172 чел./км²), из которых 48,54 % — мужчины и 51,46 % — женщины. Средний годовой доход на душу населения в 2003 году составлял 13 224 евро.
Почтовые коды: 4140, 4141. Телефонный код: 04.